# Império do Espírito Santo de Santa Cruz

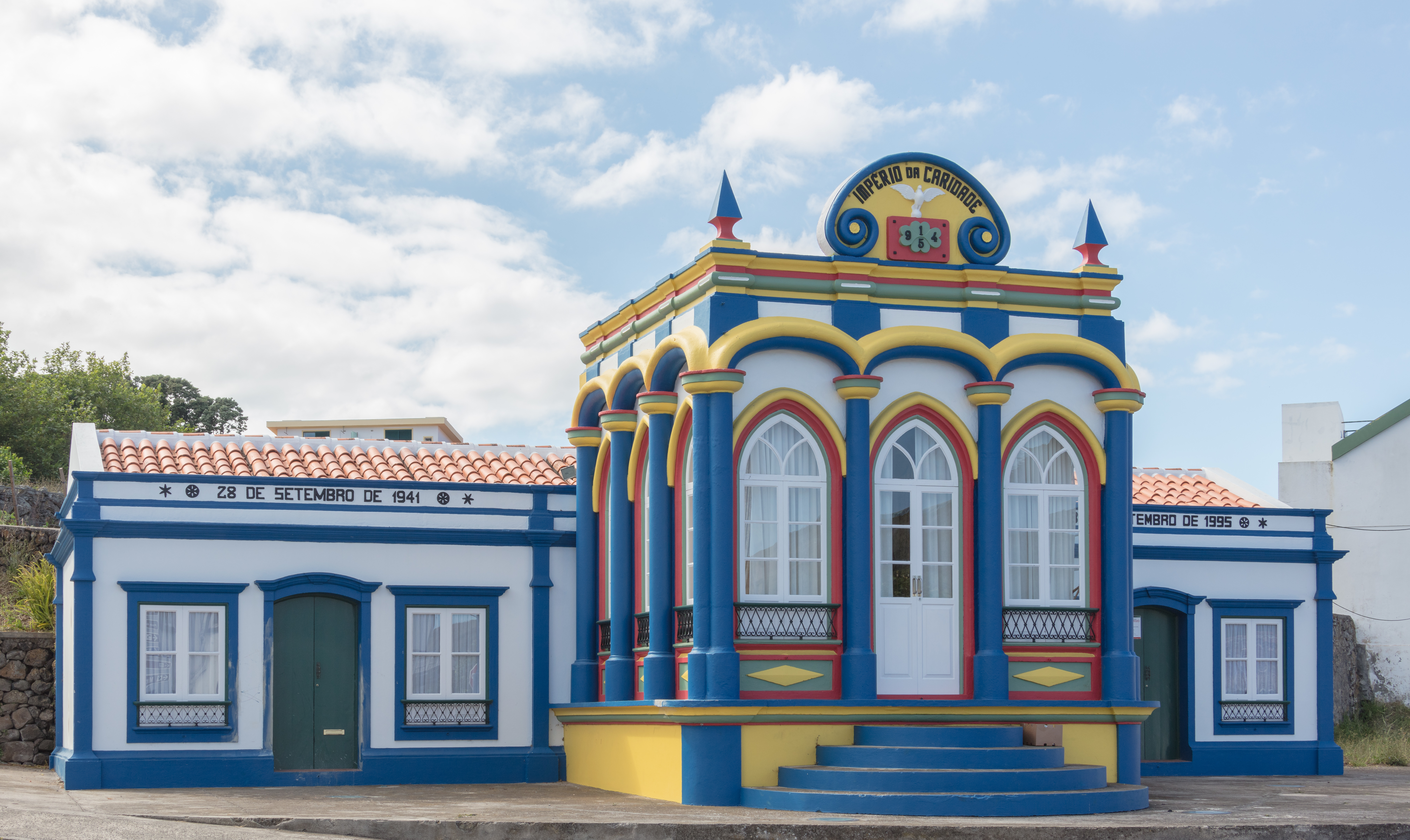
Império do Espírito Santo de Santa Cruz, na Terceira.

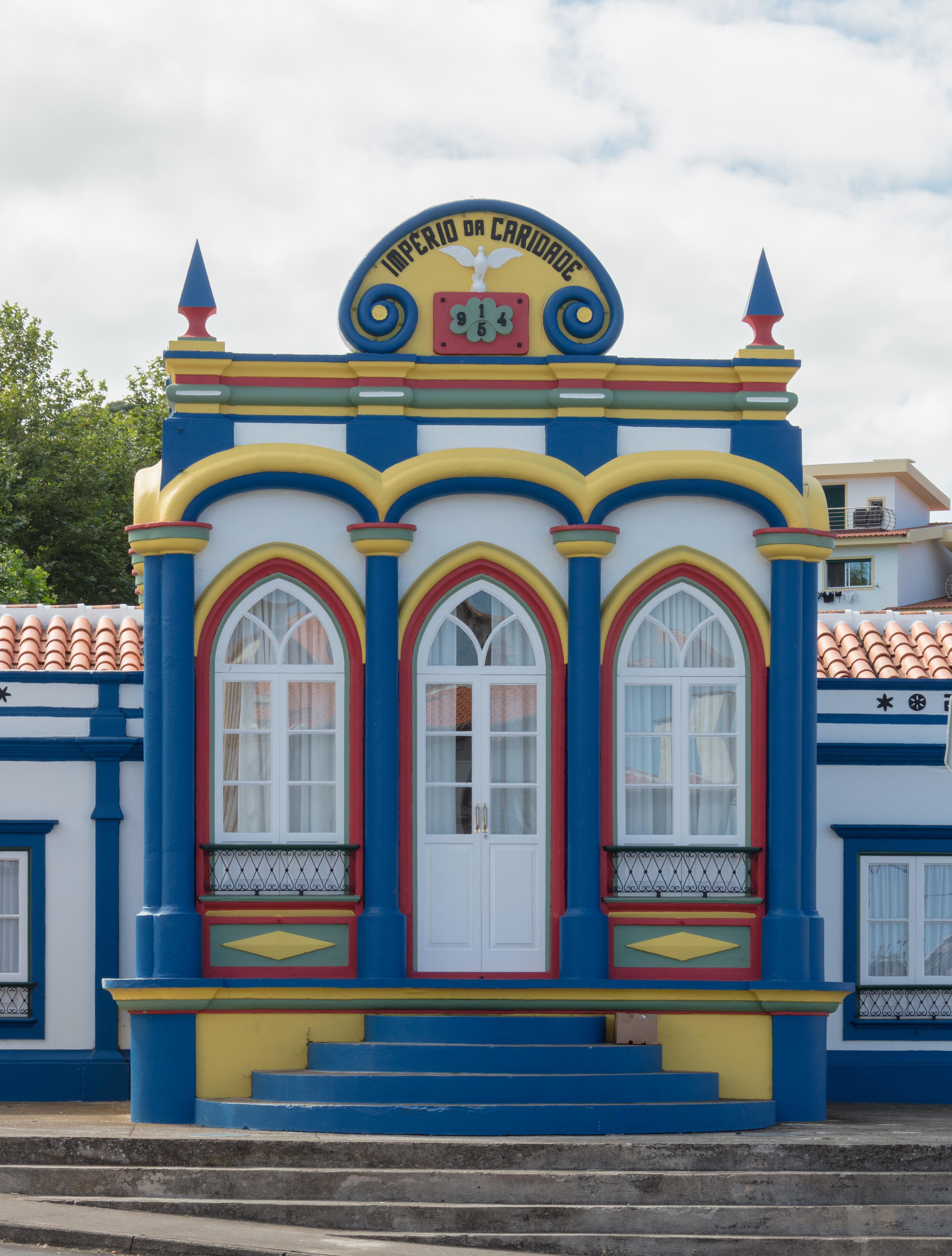
Entrada.

O Império do Espírito Santo de Santa Cruz é um império português localizado no lugar de Figueiras do Paim à freguesia de Santa Cruz concelho da Praia da Vitória e faz parte do Inventário do Património Histórico e Religioso da Praia da Vitória e remonta ao Século XX.
Trata-se de uma construção que apresenta uma planta quadrangular, com um único piso, rebocado e pintado de branco à com excepção dos elementos salientes da fachada que são pintados de azul, amarelo, vermelho e verde.
As fachadas apresentam três vãos cada uma, Vãos esses que são enquadrados por arcos abatidos, assentes em colunelos de secção circular. As janelas apresentam guardas de ferro fundido e são rematadas em arco quebrado.
Os cunhais são formados por dois colunelos unidos. As fachadas são rematadas por uma platibanda com relevos apilastrados na vertical dos colunelos.
Os ângulos são pontuados por pináculos. Ao eixo da fachada principal há um frontão de forma curva e rematado nas extremidades por volutas, onde se lê a inscrição "IMPÉRIO DA CARIDADE". Tem ainda uma pomba do Espírito Santo e na parte de baixo da parede, ao centro, apresenta uma placa com um trevo de quatro folhas com a data "1954".
A despensa deste império apresenta-se com um corpo de desenho rectangular contínuo, encostado ao tardoz do império e perpendicular a este, apresentando duas fachadas simétricas nas frentes livres em ambos os lados do império. Tem apenas um andar e é rebocado e pintado de branco, com o soco, os cunhais, as pilastras, as cornijas, os elementos da platibanda e as molduras pintados de azul.
Os vãos centrais têm verga curva e são encimados por cornijas. As platibandas têm datas por extenso e rosetas em relevo. A cobertura apresenta-se com duas águas em telha de meia-cana de produção industrial.
Neste império é possível observar-se as seguintes datas: Inscrições existentes nas platibandas da despensa "28 de Setembro de 1941" e "23 de Setembro de 1995". Inscrição no frontão do império: "1954".
Por motivos de abertura de um arruamento este império e a respectiva despensa foram deslocados da sua implantação original, tendo sido movidos um pouco mais para o lado da sua posição actual.